# Cyclone de 1948
Le cyclone de 1948 est un cyclone tropical qui en 1948 a frappé l'île de La Réunion, un département d'outre-mer français dans le sud-ouest de l'océan Indien. 
Il fit de nombreux dégâts. À Hell-Bourg, par exemple, il déboulonna de son piédestal la statue en bronze de Carlo Sarrabezolles appelée L'Âme de la France, et celle-ci demeura ensuite face contre terre pendant vingt ans, jusqu'en 1968. Il détruit le bâtiment des Thermes de Cilaos construit à la fin du 19e siècle .